# Paepalanthus lodiculoides
Paepalanthus lodiculoides är en gräsväxtart som beskrevs av Harold Norman Moldenke. Paepalanthus lodiculoides ingår i släktet Paepalanthus och familjen Eriocaulaceae. Inga underarter finns listade i Catalogue of Life.